# Априлово (Софийска област)
 Тази статия е за селото в Софийска област.  За другите български села с това име вижте Априлово.  
Априлово е село в Западна България, община Горна Малина, Софийска област.

## География
Априлово се намира в Западна България, на 30 km източно от София, в източния край на Софийското поле, в подножието на последните западни разклонения на Средна гора. Страната на хълма Бабата към Априлово е покрита с широколистна и иглолистна растителност, а в основата му се намира широк изкоп, който спира водите от хълма към селото. От другата страна хълмът е без растителност, стръмен, с широк простор и би могъл да се използва от делтапланеристи. 
Административно село Априлово е в Софийска област, община Горна Малина. Близостта му до столицата го свързва през годините със съдбата на този град. Трийсетте километра до София някога са изминавани от волските и конски каруци за няколко часа, преди половин век това разстояние е преодолявано от колоездачи за час, а сега колите стигат до столицата само за тридесет минути. Априлово е със средна надморска височина 603 метра. Релефът на селото се определя като високоравнинен, преливащ към полупланински. Според климатичното райониране на страната то попада в южнобългарската умерено-континентална област. Годишната температура е 9,9 градуса, която е с 2 – 3 градуса по-ниска в сравнение с тази в София. Количеството на летните валежи е малко. Ветровете, които духат са предимно западни и северозападни. Понякога духа източен вятър, който местните наричат „кривецо“. Землището на селото не е голямо – 12,05 кв. км. Тук от дълбока древност се отглеждат зърнени култури и различни зеленчуци. В миналото е имало бостани с дини и пъпеши, цели декари с хмел и коноп, който местните наричали гръсти. Селото е свързано посредством асфалтирани и коларски пътища с много селища в околността. Еднакво близко и далече е от двете големи магистрали – Тракия и Хемус, подбалканският път го свързва със София, Саранци, Долно Камарци, Чеканчево, Макоцево и други селища по него. Нов хубав път дава възможност за пътуване от селото до Горна малина, Байлово и Белопопци. Пътят през Елин Пелин е връзката му с Гайтанево, Долна Малина, Петково, Мусачево, Равно поле. Лесново, Доганово, Голема Раковица. Малка рекичка отделя Априлово от Долна Малина. Сега коритото ѝ е дълбоко, но преди години водите ѝ често са заливали полето на Априлово. В края на селото от неговата западна страна е имало дълбоко дере с вода идваща от кориите. Наричали го Еленджи дере. Преди години водата в селото не била достатъчна. Селската чешма в центъра събирала привечер момите и ергените на селото. Ритуал било ходенето „навода“. В най-безводните месеци на годината възрастните жители си спомнят за ранното ставане и стоенето на огромни опашки с много съдове за вода за пиене. От Бабата извира вода, но дебитът ѝ е твърде слаб и през лятото почти изчезва. Сега край селото има помпена станция и водата вече е достатъчна. В Априлово са се отглеждали коне, волове, крави и много биволи. Около селото е имало високи широколистни гори, в които са се приютявали орли, соколи, ястреби, синигерчета, гугутки и други пернати. По данни на ГРАО от 2013 година в селото постоянно живеят 1062 души, има около 400 къщи. Улиците са прави, по-голямата част от тях са асфалтирани, изградена е водопроводна и канализационна система. Селото е електрифицирано в началото на 40-те години на миналия век.

## История
Близо до днешното Априлово се намират няколко тракийски надгробни могили. На северозапад на височина 200 метра се издига „Градището“. Билото му е с равна площ, заемащо внушителните 6 дка. Тук е разкрито неолитно селище и основи на крепост. Намерени са части от оброчни плочи и римски монети от ІІІ век. Такива плочки с изображение на Тракийския конник са открити и на хълма „Бабата“, където имало древно тракийско светилище.
На 2 km източно от сегашното Априлово е било старото българско селище Мало село, което е съществувало още през Второто българско царство. Записано е в османските книги като село Мили. Данни за селото се откриват в турските данъчни регистри на джелепкешаните в българските земи през 1576 година, откъдето е видно, че е плащан данък – 4% в натура и основен поминък е било скотовъдството. Подгонени от османците, по-късно жителите му се заселили на сегашното място, където е имало турски чифлик.
Образуването на селото на днешното място е станало вероятно в края на 15 век, когато е започнало да се развива чифликчийството. Основателят му е бил турският спахия Сегърлу Иса, който по това време е притежавал владение в село Доганово, а в тази местност (където е днешно Априлово) е имал чифлик. Постепенно около чифлика се заселили турски и български семейства, за да обработват земята като ратаи. Така се образувало новото село, което било наречено по името на турския спахия - Сегърли, Сегърлиево.
Началното училище в селото е открито през 1899 г. През периода 1924–1925 г. (не е уточнено), чрез дарение на книги от населението се слага началото на читалището.
През 1934 година с министерска заповед селото е преименувано на Воловарово. През 1937 година отново с министерска заповед , по искане на училищното настоятелство, му е дадено името Априлово, в чест на Васил Априлов.

## Религии
По-голямата част от населението изповядва православно християнство. В центъра на селото се намира православният храм „Света Богородица“. Поради малкото население на селото храмът отваря врати само за големите християнски празници като Коледа и Великден. Храмът няма собствен свещеник. На върха на Бабата има недовършен православен храм св. Симеон – Манастира, който е място за събития и курбани. Освен православното християнство в селото се изповядва и протестантско християнство, като има обособена църква с име „БЦБ Априлово“.

## Обществени институции
През 1898 година с доброволния труд и дарения от местните жители, в центъра на селото е изграден православният храм „Рождество Богородично“. Иконите на иконостаса са дело на известния иконописец от Макоцево Йоан. През 1927 година отново на доброволни начала е направен християнски параклис „Св. Симеон“ на Бабата, наричан обичливо от всички „Манастирчето“. През есента на 1899 се слага началото на училището в селото. Помещавало се в частна къща в сегашния център до черквата. През тридесетте години на миналия век започва строежът на ново основно училище, който продължава десетина години. Училището носи името на двамата братя, създали славянската азбука – „Св. св. Кирил и Методий“. Сега то е средищен училищен център и в него се учат деца от Долна Малина, Гайтанево, Белопопци. За малките жители на Априлово има детска градина „Щастие“. Читалището в селото е основано в далечната 1925 година. Първите книги в него са дарени от учители и любознателни читатели.
През 1979 е направена голяма двуетажна сграда, в която се помещават кметството и библиотеката на читалището. Има и салон с 200 места. През тридесетте години на 20 век в селото е учредена кредитна кооперация „Съзнание“, която функционира до 1948 година, когато е сформирано кооперативното стопанство. През 70-те години на миналия век е направена голяма двуетажна сграда за здравна служба, в която има лекар в определени дни на седмицата. В селото има аптека, фризьорски салон, няколко магазина за хранителни продукти и голям магазин за строителни материали. През 90-те години на миналия век е създадена земеделска кооперация „Съгласие“, в която участват частни собственици на земеделска земя.
В центъра на селото има обширен площад, парк и паметник на загиналите във войните.

## Личности
- Ангел Цветков (р. 1922), български политик, член на ЦК на БКП
- Нели Веселинова, д-р по география, преподавател в СУ „Св. Кл. Охридски“

## Редовни събития
В селото са запазени традициите по отбелязване на редица православни празници и обичаи.
- На 1 януари – Василовден. Ритуал с топене на пръстени
- На 21 януари – Бабин ден
- Февруари – Конни състезания на Тодоровден
- Април- май – Лазаруване и посрещане на Великден
- На 1 юни – Ден на детето
- На 1 септември – Курбан за св. Симеон, който се прави при манастира в местността Бабата.
- На 8 септември – православен празник в черквата „Рождество Богородично“
- Събор на селото в неделята, по-близка до 21 септември.
- 25 декември – Коледуване, Ладуване и коледарство за коледните и новогодишните празници.
- 31 декември – посрещане на Нова година в центъра на селото

## Галерия
- Военен паметник в Априлово

## Други
- Новоизградена кариера за добив на камъни и чакъл в местността „Ешик тепе“.